# Éric Cobast
Éric Cobast est un enseignant français connu pour les nombreux ouvrages de préparation aux concours qu'il a publiés.

## Biographie

### Jeunesse et études
Eric Cobast naît dans une famille favorisée : son père est producteur de cinéma et animateur télévisé pour l'ORTF, et sa mère est institutrice. Il étudie au lycée Henri-IV (baccalauréat puis hypokhâgne et khâgne). Il poursuit des études de lettre à la Sorbonne et est agrégé de lettres modernes.

### Parcours professionnel
En 1986, une fois l'agrégation décrochée, il devient professeur au lycée.
Il enseigne à IPESUP (classes préparatoires HEC et IEP) entre 1987 et 2013,. Parallèlement, il enseigne à partir de 2006 la culture générale à l'Institut d'études judiciaires de l'université Paris-II pour le concours de l'École nationale de la magistrature (ENM) et à École nationale supérieure des officiers de police,. Il enseigne également la culture générale à la Prépa ISP.
En 2013, il est nommé titulaire de la chaire de philosophie à l'INSEEC Business School. Il y fonde et dirige l'Académie de l’Éloquence.

### Présence dans les médias
Il participe également à des émissions de radio sur France Info en tant que chroniqueur spécialiste des questions de culture générale.
Éric Cobast tient aussi une chronique régulière dans L'Étudiant, où il prodigue des conseils afin de préparer le concours d'entrée des Instituts d'études politiques.
Ses ouvrages se sont vendus à 250 000 exemplaires.

## Ouvrages
- Premières leçons sur « Candide », un conte voltairien, PUF, 1995
- Les dieux antiques de Stéphane Mallarmé, PUF, 1997
- Anthologie de culture générale, PUF, 1998
- La revue de culture générale. L'année Major 1999-2000, PUF, 2000
- Les fleurs du mal de Charles Baudelaire, PUF, 2000
- Mythologies de Roland Barthes. Premières leçons, PUF, 2002
- Culture Générale, tome 1, PUF, 2004
- Culture Générale, tome 2, PUF, 2005
- Essentielles de culture générale, PUF, 2006
- Culture Générale, PUF, 2010
- Petites leçons de culture générale, PUF, 2010
- Leçons particulières de culture générale, PUF, 2011
- Lexique de culture générale, PUF, 2013
- Les mots qui ont fait 2013, PUF, 2013
- Les 100 mythes de la culture générale, PUF, 2016
- Les 100 mots de la culture générale, PUF, 2017
- Les 100 dates de la culture générale, PUF, 2017